# Titanosauriformes
Titanosauriformes (gr. "con forma de titanes") es un clado de dinosaurios saurópodos que vivieron desde el Jurásico medio hasta el Cretácico superior (hace aproximadamente 169 y 66 millones de años, desde el Bajociano hasta el Maastrichtiense), en lo que hoy es América, Asia, África, Europa y Oceanía.

## Descripción
Fueron los más grandes dinosaurios que jamás existieron, presentaban un cuerpo robusto, miembros delanteros grandes, cuello largo y cola relativamente corta. También estuvieron entre los últimos dinosaurios que existieron.

## Sistemática
Es el clado más inclusivo que incluye a Brachiosaurus altithorax (Riggs, 1903) y a Saltasaurus loricatus y todos sus descendientes (Bonaparte y Powell, 1980).
Saurischia
```
`--
Sauropoda

    |--
Macronaria

    |   |--
Camarasauridae

    |   `--
Titanosauriformes

    |        |--
Brachiosauridae

    |        `--
Titanosauria

    `--
Diplodocoidea
```